# ...Like a Bolt of Lightning
...Like a Bolt of Lightning is de eerste release van Juliette and the Licks en werd uitgebracht op 12 oktober 2004

## Tracklist
1. Shelter Your Needs - 4:01
2. Comin' Around - 2:53
3. Got Love to Kill - 3:45
4. 20 Year Old Lover - 3:35
5. American Boy - 3:12
6. I Am My Father's Daughter - 4:23